# Nebraska (Carolina del Norte)
Nebraska es una pequeña área no incorporada ubicada del condado de Hyde  en el estado estadounidense de Carolina del Norte. 